# Скальвини, Джорджо
Джорджо Скальвини (итал. Giorgio Scalvini; родился 11 декабря 2003, Кьяри) — итальянский футболист, центральный защитник клуба итальянской Серии A «Аталанта».

## Клубная карьера
Джорджо родился в Кьяри (провинция Брешия), а вырос в городе Палаццоло-суль-Ольо. Он начал футбольную карьеру в молодёжной команде своего города, затем попал в академию клуба «Брешиа» в возрасте 10 лет. В 2015 году стал игроком футбольной академии «Аталанты». 24 октября 2021 года дебютировал в основном составе «Аталанты» в матче итальянской Серии A против «Удинезе», выйдя на замену Руслану Малиновскому. 18 апреля 2022 года забил свой первый гол за «Аталанту» в матче Серии A против клуба «Эллас Верона».

## Карьера в сборной
Выступал за сборные Италии до 15, до 16, до 17, до 19 лет и до 21 года.
14 июня 2022 года 18-летний игрок дебютировал за главную сборную Италии в матче против сборной Германии.

## Клубная статистика
| Выступление      | Выступление      | Выступление      | Чемпионат | Чемпионат | Кубки | Кубки | Еврокубки | Еврокубки | Прочие | Прочие | Итого | Итого |
| Клуб             | Лига             | Сезон            | Игры      | Голы      | Игры  | Голы  | Игры      | Голы      | Игры   | Голы   | Игры  | Голы  |
| ---------------- | ---------------- | ---------------- | --------- | --------- | ----- | ----- | --------- | --------- | ------ | ------ | ----- | ----- |
| Аталанта         | Серия A          | 2021/22          | 18        | 1         | 1     | 0     | 2         | 0         | 0      | 0      | 21    | 1     |
| Аталанта         | Серия A          | 2022/23          | 32        | 2         | 2     | 0     | 0         | 0         | 0      | 0      | 34    | 2     |
| Аталанта         | Серия A          | 2023/24          | 33        | 1         | 3     | 0     | 8         | 1         | 0      | 0      | 44    | 2     |
| Аталанта         | Серия A          | 2024/25          | 1         | 0         | 0     | 0     | 0         | 0         | 0      | 0      | 1     | 0     |
| Аталанта         | Итого            | Итого            | 84        | 4         | 6     | 0     | 10        | 1         | 0      | 0      | 100   | 5     |
| Всего за карьеру | Всего за карьеру | Всего за карьеру | 84        | 4         | 6     | 0     | 10        | 1         | 0      | 0      | 100   | 5     |